# Hagenau (Treuchtlingen)

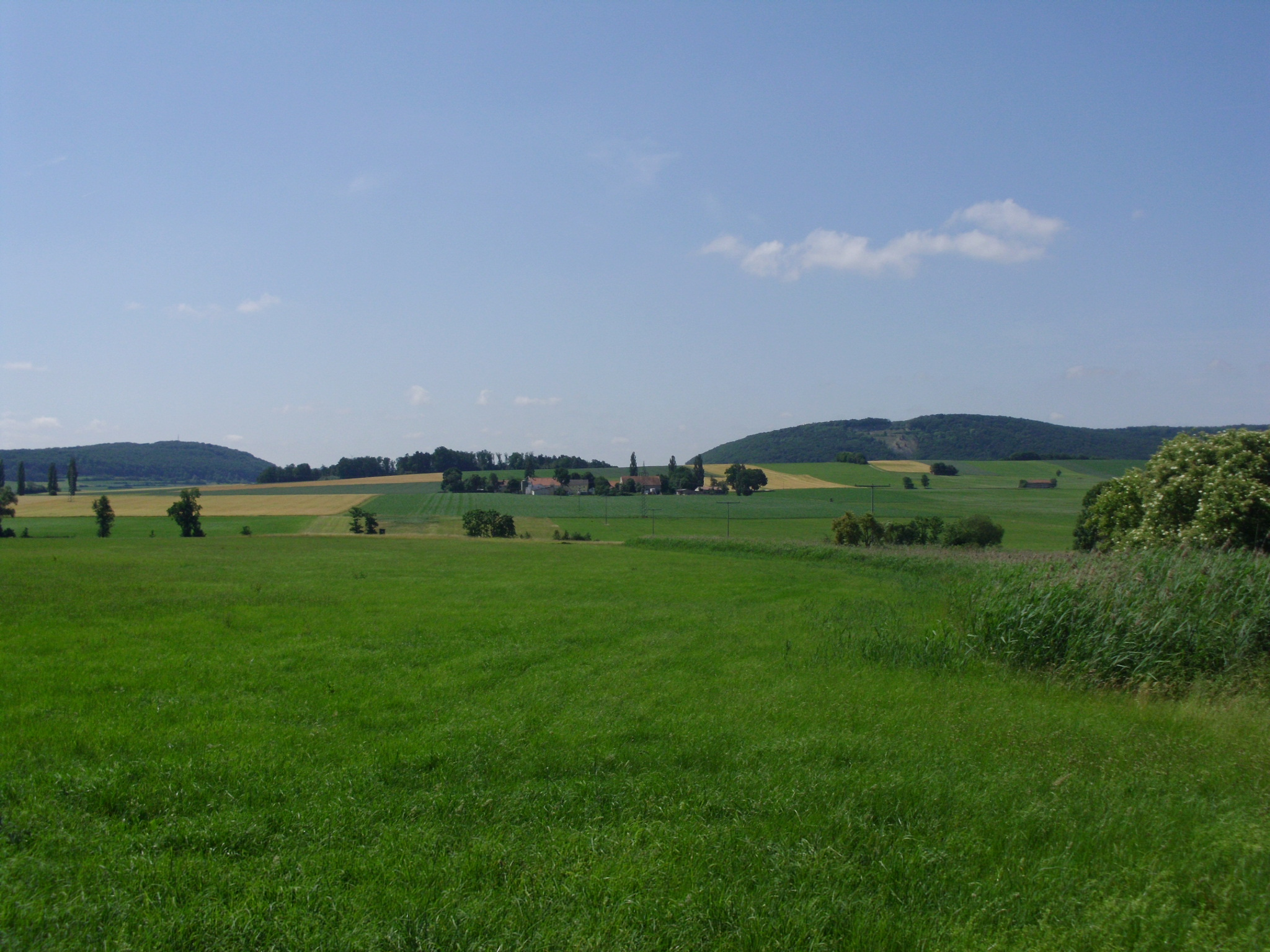
Hagenau in der Altmühlaue

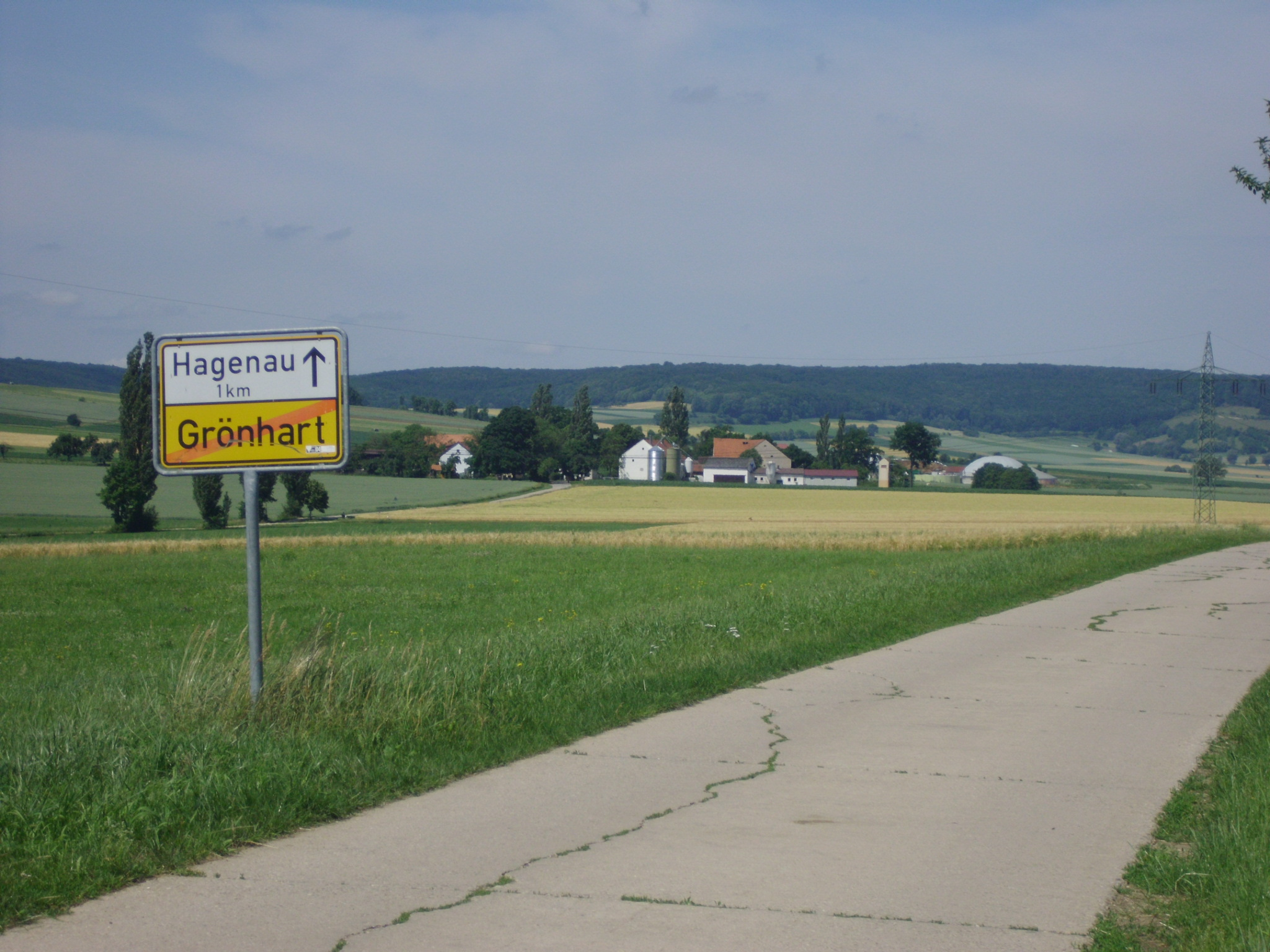
Hagenau, von Grönhart aus gesehen

Hagenau ist ein Gemeindeteil der Stadt Treuchtlingen im Landkreis Weißenburg-Gunzenhausen (Mittelfranken, Bayern). Der Ort liegt in der Gemarkung Grönhart.

## Lage
Der Weiler liegt in der Aue der westlich vorbeifließenden Altmühl, nördlich von Treuchtlingen, östlich von Bubenheim und westlich von Grönhart. Die Ansiedlung ist über eine im Norden von Bubenheim von der Kreisstraße WUG 5 nach Osten abzweigende Gemeindeverbindungsstraße zu erreichen. Eine weitere Zufahrt ist über eine Flurstraße von Grönhart aus möglich. Hagenau liegt direkt auf der Europäischen Hauptwasserscheide und ist damit hydrologisch gesehen „zweigeteilt“.

## Geschichte
Die Entstehung des Ortes wird für das 12./13. Jahrhundert angenommen; erstmals urkundlich erwähnt wird der Weiler 1214 im Pappenheimer Urbar, wo von mehreren Gütlein zu „Hagnaw“ als Besitz des Pappenheimer Adelsgeschlechts die Rede ist. Hagenau bedeutet „Siedlung in der umhegten Aue“. Ortsadelige erscheinen in Urkunden verhältnismäßig spät: 1401 erwarb Chunez von „Hagenaw“ von dem Adeligen Wirich von Treu Besitz in Hagenau. Im selben Jahr verkaufte er an die Deutschordenskommende Ellingen. 1434 zinste einer der vier Höfe Hagenaus an die Herrschaft Pappenheim. 1485 tauschte der Deutsche Orden seinen Hagenauer Besitz mit dem Marschall von Pappenheim. 1610 hatte der Klosterpfleger zu Weißenburg einen Zinspflichtigen in Hagenau, 1633 hatte hier das Verwalteramt Treuchtlingen drei Untertanen. 1672 verlieh der Bischof von Eichstätt dem Spital Weißenburg den großen und kleinen Zehnt zu „Hagenaw“. Um 1790 wurden Teile des Walls, der beim Bau des Main-Donau-Kanals Karls des Großen gegen Ende des 8. Jahrhunderts entstanden war, zum Wegebau Dettenheim-Hagenau verwendet.
Am Ende des Heiligen Römischen Reiches unterstand Hagenau hochgerichtlich der Herrschaft Pappenheim; ein Halbhof zinste an das Verwalteramt Berolzheim, ein weiterer an das Verwalteramt Treuchtlingen, eine Sölde gehörte der Pfründpflege zu Weißenburg und ein Hof der Stadtpfarrei Pappenheim mit Zinspflicht an die Herrschaft Pappenheim. Zwei von Preußen beanspruchte Untertanen in Hagenau sind 1803 an die Herrschaft Pappenheim übergegangen.
1805/06 fiel die Herrschaft Pappenheim an das Königreich Bayern. Hagenau gehörte mit dem Gemeindeedikt von 1808 mit Grönhart (Weiler und Bahnhof), Naßwießen und Neuheim dem Steuerdistrikt Dettenheim im Justizamt Pappenheim an. Mit dem Gemeindeedikt von 1818 wandelte sich dieser Steuerdistrikt zur gleichnamigen Gemeinde. 1835 wurde von Dettenheim Grönhart mit Hagenau als selbständige Ruralgemeinde abgetrennt.
Gerichtlich unterstand Hagenau ab 1807 dem Königlich gräflich-pappenheimischen Untergericht/Justizamt, das 1818 zu einem Herrschaftsgericht I. Klasse erhoben wurde. Diese standesherrliche Gerichtsbarkeit wurde 1848 aufgehoben und 1852 in ein Landgericht umgewandelt.
1853 wohnten in Hagenau 23, 1876 22 und 1912 25 Personen. 1950 erreichte der Weiler mit 40 Personen seine bislang höchste Einwohnerzahl. 1961 ergab die Volkszählung 26 Einwohner.
Am 1. Juni 1971 schloss sich Grönhart im Zuge der Gemeindegebietsreform zusammen mit seinen Ortsteilen Hagenau, Naßwiesen und Neuheim freiwillig der Stadt Treuchtlingen an.

## Religion
Der Weiler gehört zur evangelischen Gemeinde Bubenheim. Katholiken sind der katholischen Pfarrei Treuchtlingen zugeordnet.